# Rakamaz
Rakamaz é uma cidade da Hungria, situada no condado de Szabolcs-Szatmár-Bereg. Tem 42,64 km² de área e sua população em 2019 foi estimada em 4.374 habitantes.